# Бисерово (деревня, Раменский район)
Би́серово — деревня в Раменском муниципальном районе Московской области. Входит в состав сельского поселения Кузнецовское. Население — 204 чел. (2010).

## Название
Название связано с некалендарным личным именем Бисер.

## География
Деревня Бисерово расположена в восточной части Раменского района, примерно в 12 км к юго-востоку от города Раменское. Высота над уровнем моря 123 м. В 2 км к северу от деревни протекает река Дорка. В деревне 3 улицы — Ленина, Олега Кошевого, Победы; приписано 5 СНТ. Ближайший населённый пункт — деревня Надеждино.

## История
В 1926 году деревня являлась центром Бисеровского сельсовета Загорновской волости Бронницкого уезда Московской губернии.
С 1929 года — населённый пункт в составе Раменского района Московского округа Московской области.
До муниципальной реформы 2006 года деревня входила в состав Юровского сельского округа Раменского района.

## Население
| 1926 | 2002 | 2010 |
| ---- | ---- | ---- |
| 772  | ↘193 | ↗204 |

В 1926 году в деревне проживало 772 человека (310 мужчин, 462 женщины), насчитывалось 165 хозяйств, из которых 163 было крестьянских. По переписи 2002 года — 193 человека (84 мужчины, 109 женщин).